# Amt Fredeburg (Kreis Meschede)
Das Amt Fredeburg war ein Amt im Kreis Meschede in der Provinz Westfalen und in Nordrhein-Westfalen. Von 1817 bis zum Inkrafttreten der preußischen Landgemeindeordnung für die Provinz Westfalen von 1843 bestand das Amt als Bürgermeisterei und gehörte zuerst dem 1819 aufgelösten Kreis Medebach und bis 1832 dem Kreis Eslohe an. Das Amt wurde zum 1. Januar 1975 aufgelöst und in die Stadt Schmallenberg eingemeindet.

## Geschichte

### Bürgermeisterei Fredeburg
Das preußische Amt Fredeburg stand in Nachfolge des mittelalterlichen Amts und Gerichts Fredeburg im Quartal Bilstein im Herzogtum Westfalen. Zu der Bürgermeisterei gehörten um 1840 vier Kirchspiele mit neun Steuergemeinden. Die Ortschaften und Wohnplätze sind gemäß einer Statistik von Johann Georg von Viebahn, der besondere Plätze und Mühlen abweichend von der sonstigen Ortseinteilung besonders aufführt (zeitgenössische Schreibweise):
- Kirchspiel und Steuergemeinde Berghausen: Berghausen, Brinkmanns Mühle (zu Berghausen), Arpe, Am Arper Bach (Mahlmühle, ohne Einwohner), Heiminghausen, Herscheid, Kückelheim, Mailar, Menkhausen, Niederberndorf, Jacobs Mühle (Ölmühle, ohne Einwohner) und Oberberndorf.
- Kirchspiel Wormbach
  - Steuergemeinde Wormbach: Wormbach, Ebbinghof, Altehof, Obringhausen und Quelle der Wenne (keine Gebäude und Einwohner).
  - Steuergemeinde Oberlandenbeck: Oberlandenbeck und Niederlandenbeck.
  - Steuergemeinde Bracht: Bracht, Hebbecke, Werentrop, Am Witmekebach (Mahlmühle ohne Einwohner), Selkentrop und Felbecke.
  - Steuergemeinde Huxel: Huxel.
  - Steuergemeinde Werpe: Werpe und Harbeke.
  - Steuergemeinde Niederfleckenberg: Niederfleckenberg, Am Wiesentroperbach (Mahlmühle ohne Einwohner) und Schulten Hammer (Stabeisenhammer ohne Einwohner).
- Kirchspiel und Steuergemeinde Dorlar: Dorlar, Piepers Mühle, Hofmanns Mühle (beide Mahlmühlen, zu Dorlar), Altenilpe, Sellinghausen, Nierentrop, Kirchilpe, Grimminghausen und Berghof.
- Stadtgemeinde Fredeburg: Altstadt, Neustadt, Amtsgütchen (Mahlmühle) und Im Buchhagen (Kapelle im Wald, ohne Einwohner).

1818 lebten zusammen 3.100 Einwohner in der Bürgermeisterei Fredeburg. Laut der Ortschafts- und Entfernungs-Tabelle des Regierungs-Bezirks Arnsberg besaß die Bürgermeisterei 1838 eine Einwohnerzahl von gesamt 3.534, die sich in 3.499 katholische, 30 evangelische und fünf jüdische Gemeindemitglieder aufteilte. Die Wohnplätze der Bürgermeisterei umfassten zusammen 26 Kirchen, zwölf öffentliche Gebäude/Schulen, 505 Wohnhäuser, 13 Fabriken und Mühlen und 445 landwirtschaftliche Gebäude.

### Amt Fredeburg
1843 wurde aufgrund der preußischen Landgemeindeordnung für die Provinz Westfalen von 1841 aus der Bürgermeisterei Fredeburg das Amt Fredeburg gebildet. Das Amt umfasste zunächst die Stadt Fredeburg sowie die Landgemeinden Berghausen, Dorlar und Wormbach.
Kurz darauf wurde 1844 die Ämterstruktur im Kreis Meschede korrigiert. Wormbach wechselte ins Amt Schmallenberg, dafür kamen die Landgemeinden Bödefeld-Land, Freiheit Bödefeld und Rarbach aus dem 1843 gegründeten und nun wieder aufgelösten Amt Bödefeld zum Amt Fredeburg.
Das Amt bestand seitdem bis 1974 aus sechs Gemeinden: (Daten Stand 1887)
| Gemeinde          | Ein- wohner | davon weibl. | davon männl. | davon kath. | davon ev. | davon sonstwie christ. | davon jüd. | Fläche in Hektar | davon Ackerland | davon Wiesen | davon Wald | Wohn- plätze | Wohn- gebäude | Haus- haltungen |
| ----------------- | ----------- | ------------ | ------------ | ----------- | --------- | ---------------------- | ---------- | ---------------- | --------------- | ------------ | ---------- | ------------ | ------------- | --------------- |
| Berghausen        | 964         | 465          | 499          | 962         | 2         |                        |            | 2636             | 1087            | 223          | 906        | 11           | 166           | 166             |
| Bödefeld-Land     | 870         | 445          | 425          | 868         | 2         |                        |            | 3061             | 1138            | 203          | 1404       | 12           | 138           | 151             |
| Freiheit Bödefeld | 778         | 406          | 372          | 772         | 2         |                        | 4          | 1818             | 246             | 100          | 1096       | 7            | 127           | 162             |
| Dorlar            | 809         | 411          | 398          | 790         | 19        |                        |            | 1818             | 840             | 124          | 517        | 11           | 139           | 150             |
| Fredeburg         | 934         | 506          | 428          | 898         | 29        | 1                      | 6          | 1329             | 365             | 96           | 639        | 2            | 137           | 196             |
| Rarbach           | 814         | 430          | 384          | 810         | 1         |                        | 3          | 3023             | 1156            | 179          | 1113       | 12           | 133           | 133             |

Das Amt wurde zum 1. Januar 1975 durch das Sauerland/Paderborn-Gesetz aufgelöst. Seine Gemeinden wurden bis auf einige Flurstücke von Bödefeld-Land, die an die Gemeinde Bestwig fielen, der neuen Stadt Schmallenberg im Hochsauerlandkreis zugeordnet.

## Einwohnerentwicklung
| Jahr | Einwohner | Quelle |
| ---- | --------- | ------ |
| 1839 | 3534      | [ 7 ]  |
| 1871 | 5145      | [ 8 ]  |
| 1885 | 5169      | [ 9 ]  |
| 1895 | 5328      | [ 10 ] |
| 1910 | 6075      | [ 11 ] |
| 1933 | 6604      | [ 12 ] |
| 1939 | 6604      | [ 12 ] |
| 1950 | 9162      | [ 13 ] |
| 1961 | 8735      | [ 14 ] |
| 1970 | 9300      | [ 14 ] |